# Bo Broman
Bo Broman (sinh năm 1969) là một chính khách Thụy Điển và là thành viên của đảng Dân chủ Thụy Điển. Ông là giám đốc tài chính của SD và là ứng cử viên quốc hội LGBT công khai đầu tiên ứng cử vào đảng trong cuộc tổng tuyển cử Thụy Điển 2018, trong đó ông giành được một ghế cho Riksdag, quốc hội Thụy Điển.